# Asperula pestalozzae
Asperula pestalozzae är en måreväxtart som beskrevs av Pierre Edmond Boissier. Asperula pestalozzae ingår i släktet färgmåror, och familjen måreväxter. Inga underarter finns listade i Catalogue of Life.